# Jasan ztepilý u Čistěvsi
Jasan ztepilý u Čistěvsi je památný strom – jasan ztepilý nacházející se vedle silnice vedoucí z obce Čistěves do Máslojed v okrese Hradec Králové.
- výška: 23 m
- stáří: 200 let
- obvod kmene: 395 cm
- výška koruny: 19 m
- šířka koruny: 22 m[1]

## Památné a významné stromy v okolí
- Lípa srdčitá v Hořiněvsi (Lípa u Barbory)
- Lípa srdčitá v Hořiněvsi (Lípa ze Šporkovy aleje)
- Dohalický dub
- Hněvčeveská lípa